# IXe législature du Parlement de Navarre
La IXe législature du Parlement de Navarre est un cycle parlementaire du Parlement de Navarre, d'une durée initiale de quatre ans, ouvert le 17 juin 2015, à la suite des élections du 24 mai 2015, et clos le 2 avril 2019.

## Bureau du Parlement
| Poste                   | Titulaire                        | Parti | Parti     |
| ----------------------- | -------------------------------- | ----- | --------- |
| Présidente              | Ainhoa Aznárez Igarza            |       | Podemos   |
| Première vice-président | Unai Hualde Iglesias             |       | Geroa Bai |
| Deuxième vice-président | Alberto Catalán Higueras         |       | UPN       |
| Premier secrétaire      | Maiorga Ramírez Erro             |       | Bildu     |
| Second secrétaire       | Óscar Arizcuren Pola             |       | UPN       |
| Second secrétaire       | Maribel García Malo (08/02/2018) |       | UPN       |

## Groupes parlementaires
| Nom | Nom                              | Début | Fin | Porte-parole                                               |
| --- | -------------------------------- | ----- | --- | ---------------------------------------------------------- |
|     | Groupe Union du peuple navarrais | 15    | 15  | José Esparza Abaurrea                                      |
|     | Groupe Geroa Bai                 | 9     | 9   | Koldo Martínez Urionabarrenetxea                           |
|     | Groupe Euskal Herria Bildu       | 8     | 8   | Adolfo Araiz Flamarique                                    |
|     | Groupe Podemos                   | 7     | 7   | Laura Lucía Pérez Ruano Carlos Couso Chamarro (25/01/2018) |
|     | Groupe socialiste                | 7     | 7   | María Chivite                                              |
|     | Groupement populaire             | 2     | 2   | Ana María Beltrán Villalba                                 |
|     | Groupement Gauche Unie           | 2     | 2   | José Miguel Nuin Moreno                                    |

## Gouvernement et opposition
Le 20 juillet 2015, Uxue Barkos est investie présidente de la communauté forale de Navarre par 26 voix contre 17 et 7 abstentions. Si elle est la deuxième femme à diriger la communauté forale, elle est la première présidente à ne pas être issue d'une des deux formations du « bipartisme », l'UPN ou le PSN-PSOE, et membre de la gauche abertzale. Nommée par décret royal le lendemain, elle entre en fonction le 22 juillet.

## Députés élus
Lors des élections de 2015, cinquante députés ont été élus.
| Parti     | Parti                                              | Député autonomique élu         |
| --------- | -------------------------------------------------- | ------------------------------ |
| UPN       |                                                    | Cristina Altuna Ochotorena     |
| UPN       | Oscar Arizcuren Pola                               |                                |
| UPN       | Luis Casado Oliver                                 |                                |
| UPN       | Alberto Catalán Higueras                           |                                |
| UPN       | Mónica Doménech Linde                              |                                |
| UPN       | José Javier Esparza Abaurrea                       |                                |
| UPN       | Begoña Ganuza Bernaola                             |                                |
| UPN       | Carlos García Adanero                              |                                |
| UPN       | Maribel García Malo                                |                                |
| UPN       | Iñaki Iriarte López                                |                                |
| UPN       | Ana San Martín Aniz                                |                                |
| UPN       | Juan Luis Sánchez de Muniáin Lacasia               |                                |
| UPN       | Sergio Sayas López                                 |                                |
| UPN       | María Carmen Segura Moreno                         |                                |
| UPN       | Luis Zarralugui Ortigosa                           |                                |
| PSOE      |                                                    | Santos Cerdán León             |
| PSOE      | María Chivite                                      |                                |
| PSOE      | Guzmán Miguel Garmendia Pérez                      |                                |
| PSOE      | Carlos Gimeno Gurpegui                             |                                |
| PSOE      | María Inmaculada Jurío Macaya                      |                                |
| PSOE      | Nuria Medina Santos                                |                                |
| PSOE      | Ainhoa Unzu Gárate                                 |                                |
| PP        |                                                    | Ana María Beltrán Villalba     |
| PP        | Javier García Jiménez                              |                                |
| Podemos   |                                                    | María Fátima Andreo Vázquez    |
| Podemos   | Ainhoa Aznárez Igarza                              |                                |
| Podemos   | Mikel Buil García                                  |                                |
| Podemos   | Carlos Couso Chamarro                              |                                |
| Podemos   | Laura Lucía Pérez Ruano                            |                                |
| Podemos   | María Teresa Sáez Barrao                           |                                |
| Podemos   | Rubén Velasco Fraile                               |                                |
| Geroa Bai |                                                    | Virginia Alemán Arrastio       |
| Geroa Bai | Isabel Aramburu Bergua                             |                                |
| Geroa Bai | Uxue Barkos                                        |                                |
| Geroa Bai | Jokin Castiella Imaz                               |                                |
| Geroa Bai | Rafael Eraso Salazar                               |                                |
| Geroa Bai | Unai Hualde Iglesias                               |                                |
| Geroa Bai | Patxi Leuza García                                 |                                |
| Geroa Bai | Koldo Martínez Urionabarrenetxea                   |                                |
| Geroa Bai | Consuelo Satrústegui Marturet                      |                                |
| EH Bildu  |                                                    | David Anaut Peña               |
| EH Bildu  | Adolfo Araiz Flamarique                            |                                |
| EH Bildu  | Miren Aranoa Astigarraga                           |                                |
| EH Bildu  | María Asunción Fernández de Garayalde Lazkano Sala |                                |
| EH Bildu  | Aranzazu Izurdiaga Osinaga                         |                                |
| EH Bildu  | María Esther Korres Bengoetxea                     |                                |
| EH Bildu  | Maiorga Ramírez Erro                               |                                |
| EH Bildu  | Bakartxo Ruiz Jaso                                 |                                |
| IE        |                                                    | María Luisa De Simón Caballero |
| IE        | José Miguel Nuin Moreno                            |                                |

## Désignations

### Sénateurs autonomiques
Lors de la session plénière du 17 septembre 2015, le Parlement de Navarre a désigné un sénateur qui représente la communauté autonome au Sénat espagnol.
- Idoia Villanueva Ruiz de Podemos